# Народно читалище „Виделина – 1862“ (Пазарджик)
Народното читалище „Виделина – 1862“ е читалище в град Пазарджик, участник в културната дейност в града със своите балетна школа, школа по пиано, школа по рисуване.
Тридесет и пет години след основаването, през 1897 г. (1897 – 1904) започва градежът на читалищната сграда. По инициатива на Георги Консулов през 1870 г. се поставя и началото на театралната дейност в града. През 1870 – 1876 г. са поставени пиесите: „Многострадална Геновева“ – първата постановка в салона на Главното училище, „Иванку, убиецът на Асеня“ от Васил Друмев, „Криворазбраната цивилизация“ от Добри Войников, „Светослав и Невенка“ – Константин Величков, „Разбойници“ – Фридрих Шилер. Дълги години библиотекар на училищната и читалищна библиотека е Стефан Захариев. Към 1865 г. в нея вече има 618 книги и други материали. На 18 януари 1871 г. Захариев предава на читалищното настоятелството библиотеката, като му се изказва публична благодарност за „умножаването на книжарницата и за съхранението на книгите“. На 13 април 1871 г. той умира. През 1870 г. започва издаването на списание „Читалище“, който е печатен орган на читалищата.
Освен културно-просветна читалище „Виделина“ осъществява и благотворителна дейност. Вестник „Право“, бр. 4/22.03.1871 г. съобщава за проведено годишно събрание през 1870 г. Отчетени са разходи за: издръжка на един ученик в Табор (тогава в Австро-Унгария), двама – в Главното училище на града, закупени книжки за бедни ученици от градските училища, направено е дарение за училището в село Дебръщица. Събрани са 1500 гроша нови спомоществования от пазарджиклии. През 1875 – 76 г. последното настоятелство на читалището е в състав: Яков Матакиев – председател (председател и на революционния комитет, основан от Георги Бенковски), Георги Пенев – подпредседател, Тодор Христович – писар, Н. Кацаров – касиер, К. Величков – библиотекар, И. Войводов, Иван Соколов и Н. Петков – съветници. През 1876 г., след Априлското въстание дейността на читалището са известно време е преустановена. Някои от читалищните дейци са загинали във въстанието, други са изпратени в затворите на заточение. По време на Руско-турската война от 1878 г. Главното училище е превърнато в болница и повечето книги от библиотеката на читалището са изгубени.
За нуждите на читалището настоятелството построява сграда, която е изградена в периода 1897 - 1904 г. Проектът е дело на знаменития български архитект Никола Лазаров. 